# Баня Ширин су
Баня Ширин су или Баня пресной воды (азерб. Şirin su hamamı) — исторический памятник в городе Шуша, построенный в 1878—1880-х годах по заказу Хуршидбану Натаван архитектором Кербелайи Сафихан Карабахи. 2 августа 2001 года постановлением № 32 Кабинета министров Азербайджанской Республики была зарегистрирована в качестве исторического памятника республиканского значения.

## История
Баня Ширин су, одна из шушинских бань, была построена по заказу дочери последнего Карабахского хана Мехти-кули хана Хуршидбану Натаван в 1878—1880-х годах. Архитектором стал Кербелайи Сафихан Карабахи. Баня получила название «Ширин су» (пресная вода) из-за того, что в ней использовалась питьевая вода, которую ещё в 1873 году провела в город Натаван. Баня обслуживала мужчин в нечётные дни недели, а женщин — в чётные. Она функционировала вплоть до перехода города Шуша под контроль армянской стороны. После окончания Первой карабахской войны, здание бани осталось невредимо, однако внутреннее убранство было изменено армянами. Узоры и орнаменты на куполе и стенах зала полностью уничтожены. Внутри построен бассейн, не относящийся к бане.